# Zakochany golem
Zakochany golem (tyt. oryg. Golem in the Gears) – dziewiąty tom cyklu Xanth amerykańskiego pisarza Piersa Anthony’ego. Po raz pierwszy ukazał się w 1986 roku, w Polsce przetłumaczony przez Annę G. Dobrowolską oraz Zdobysława E. Parczyńskiego i wydany przez Dom Wydawniczy „Rebis” w 1993 roku.